# 秋吉くるみ
秋吉 くるみ（あきよし くるみ、1985年12月3日 - ）は、日本の元AV女優。活動期間中は、ファイブプロモーションに所属していた。

## 略歴・人物
デビュー当時の年齢は1985年1月3日生まれ。2005年6月に『私の胸でくるんであげる』（フォーディメンション）でAVデビュー。
現在は引退している。

## 出演作品

### アダルトビデオ
2005年
- 『私の胸でくるんであげる』（2005年6月17日、フォーディメンション）
- 『ミラクルファミリー 爆乳親子丼ぶり お義母さんには負けないわ』（2005年7月1日、フォーディメンション）
- 『秋吉くるみのいろんなコスでくるんであげる!』（2005年7月8日 、フォーディメンション）
- 『いきなり巨乳伝説』（2005年7月15日、ワープエンタテインメント）
- 『巨乳クラブ 03』（2005年8月29日、フォーディメンション）
- 『萌えエロ/くるみ』（2005年10月21日、日本メディアサプライ）
- 『ビキニ倶楽部 act.3 秋吉くるみがイクっ!』（2005年12月16日、無敵屋）

2008年
- 『熟若団地妻の淫夢』（2008年2月23日、ルビー）
- 『淫夢への甘い欲望』（2008年3月26日、ビーエムドットスリー）
- 『ビキニぱい』（2008年7月18日 、無敵屋）
- 『顔騎図鑑2』（2008年11月14日 、無敵屋）
- 『肛門図鑑2』（2008年12月27日 、無敵屋）
- 『オナニー図鑑2』（2008年12月27日 、無敵屋）